# Slag bij Mount Zion Church
De Slag bij Mount Zion Church vond plaats op 28 december 1861 in Boon County, Missouri ten zuidoosten van Hallsville tijdens de Amerikaanse Burgeroorlog. Deze Noordelijke overwinning maakte een einde aan de Zuidelijke recruteringscampagnes in centraal-Missouri. Alle Zuidelijke eenheden werden verjaagd uit Missouri tot de nieuwe invasie van generaal Sterling Price en zijn Missouri State Guard in 1864.

## Achtergrond
Brigadegeneraal Benjamin M. Prentiss leidde een Noordelijke eenheid van 5 cavaleriecompagnieën en 2 infanteriecompagnieën naar Boone County. Zijn tweedelig plan bestond uit het beschermen van de North Missouri spoorweg en uit het verminderen van de Zuidelijke sympathieën van de lokale bewoners. Prentiss’ strijdmacht vertrok op 24 december vanuit Palmyra, Missouri.
Na zijn aankomst in Sturgeon, Missouri vernam Prentiss dat er nabij Hallsville Zuidelijke eenheden gezien waren. De volgende dag stuurde hij een compagnie eropuit om de Zuidelijken te vinden. Nabij Mount Zion Church op ongeveer 5 kilometer van Hallsville kwam het tot een 10 minuten durende schermutseling. De eenheden verloren verschillende soldaten voor ze zich tegen 18.00 uur terug trokken naar Sturgeon.

## De slag
Op 28 december, rond 02.00 uur, stuurde Prentiss zijn volledig strijdmacht uit om de confrontatie met de Zuidelijken aan te gaan.
Op de weg naar Hallsville botste hij op een compagnie Zuidelijken, die hij op de vlucht deed slaan. Hij vernam al snel dat de rest van de Zuidelijke eenheden zich bij het kerkhof van de kerk ophielden, die zich op een heuvel bevond. Prentiss voerde 3 aanvallen uit op het kerkhof. Bij de derde aanval werd de Zuidelijke linie doorbroken. De Zuidelijken hadden geen munitie meer en moesten de strijd staken. Rond 11.00 uur werd de strijd gestaakt.

## Gevolgen
De Zuidelijke eenheden sloegen op de vlucht richting Columbia. Dorsey’s eenheden verloren 25 doden, 150 gewonden en 60 krijgsgevangen (waaronder een officier). Ook verloren ze 90 paarden en 105 geweren. Dorsey trok naar Perche. Na afspraken over gevangenenruil tussen de Noordelijken en de Zuidelijken sloeg Dorsey zijn kamp op nabij Everett in Missouri. Na enkele dagen ontving Dorsey het bevel van generaal Price om zijn resterende eenheden te ontbinden. Dit was het tot 1864 het einde van de Zuidelijke rekruteringscampagne in de streek. In de volgende jaren voerden de Zuidelijken nog guerillia-acties uit ten zuiden en westen van Columbia.